# Labrador-retriever
De labrador-retriever of kortweg labrador is een hondenras dat afstamt van de sint-johnshond. Dat ras is vanaf midden 19e eeuw in Engeland gekruist met een aantal andere rassen, zoals de gordon setter, de spaniël, de flat-coated retriever en de Chesapeake Bayretriever.
De St. Johns-hond werd in Newfoundland gebruikt voor de visvangst en de labrador werd in Engeland speciaal gefokt voor de eendenjacht in moerassige gebieden. De retriever heeft zelfs zwemvliezen tussen zijn tenen.

## Uiterlijk
De vacht van de labrador is kort en dik met een waterafstotende ondervacht en heeft weinig verzorging nodig. De hond komt voor in de kleuren zwart, blond, variërend van roomwit tot vossenrood (ook wel fox genoemd), en bruin. Vroeger waren de labradors hoofdzakelijk zwart; blond kwam ook wel voor maar in veel mindere mate. In de jaren 70 werd de blonde kleur pas echt populair. Bruin werd gezien als een 'fout' en is pas vele jaren later als raskenmerkend toegevoegd aan de rasstandaard.
Schofthoogte van de reuen is 55 tot 57 centimeter en die van de teefjes is van 54 tot 56 centimeter. Een volwassen labrador weegt 25 tot 35 kilo en wordt gemiddeld 12 jaar oud.

## Opvoeding
De labrador-retriever is door zijn leergierigheid en intelligentie niet moeilijk op te voeden. Ze floreren het best bij een consequente, vriendelijke opvoeding.

## Gebruik
De labrador is gefokt als jachthond voor wild te water. Na het schieten van het wild (eenden, ganzen etc.) was het de taak van de labrador om deze te apporteren uit het water. De labrador is een geharde hond, die niet snel zal laten blijken dat hij pijn heeft en graag werkt voor de baas. Hij is dus vooral gefokt voor de jacht en is daarvoor goed te trainen. De labrador-retrievers zijn ook te trainen als blindengeleidehond, als assistentie- of hulphond, reddingshond en speurhond.

## Geschiedenis
Halverwege de 18e eeuw groeide het vissersdorpje St. John's in de Kolonie Newfoundland uit tot een welvarende stad en nam het inwoneraantal toe. De plaatselijke vissershonden stonden toen bekend als sint-johnshonden. Deze taaie, maar evenwichtige honden voeren mee in de kleine vissersboten en moesten het ijskoude water induiken om vissen, lijnen en netten binnen te halen. Dankzij hun krachtige poten en otterstaart konden zij zich snel door de koude golven verplaatsen. Hun dichte waterbestendige vacht beschermde hen tegen de kou en stootte het water af. Bovendien konden ze dankzij hun sterke, maar zachte bek hun vangst onbeschadigd naar de baas brengen.
Deze werkhonden zijn begin 19e eeuw in Engeland geïntroduceerd via de vissershaven Poole in Dorset. De jagers daar waren onder de indruk van hun vaardigheden op het gebied van apporteren, zowel in het water als op het land. Een van die jagers was de tweede Earl of Malmesbury, de eerste voorvechter van de labrador-retriever in Engeland.
Malmesbury importeerde sint-johnshonden uit Newfoundland en stichtte zijn eigen kennels voor het ras. In tegenstelling tot andere eigenaren kruiste hij zijn honden niet met andere rassen en zo hield hij de soort zuiver. In 1830 werden sint-johnshonden in de kennels van de Duke of Buccleuch in Schotland geïntroduceerd. Later in de negentiende eeuw werden honden uit de kennels van de twee edellieden met elkaar gekruist om inteelt tegen te gaan. Dit bleek een goede zet van de Britse fokkers, want in Newfoundland ging het bergafwaarts met het ras omdat de visserij steeds meer concurrentie kreeg van schapenboeren. De contacten met Engeland verminderden en hoge invoerrechten maakten het minder aantrekkelijk honden uit hun thuisland te importeren.
De mentale en fysieke eigenschappen van de labrador zijn dus ontstaan in het onherbergzame landschap voor de kust van Newfoundland. De naam van het ras verwijst naar het schiereiland Labrador, dat net ten noorden van het eiland Newfoundland ligt.

## Gezondheid
Obesitas komt erg vaak voor bij labrador-retrievers. Naarmate ze ouder worden hebben labrador-retrievers de neiging om te veel vet aan te zetten waardoor ze al snel zwaarlijvig worden en moeite krijgen met bewegen. Het is dan ook van belang dat deze hond veel beweging krijgt. Daarnaast krijgen labrador-retrievers vaak al op jonge leeftijd te maken met heupdysplasie en elleboogdysplasie. Ook komen omgevingsallergie (atopie), oorontstekingen (Otitis externa) en de ziekte van Stargardt (juveniele maculadegeneratie, JMD) veel voor bij de labrador-retriever.